# Hrašné
Hrašné és un poble i municipi d'Eslovàquia que es troba a la regió de Trenčín. Fou fundat el 1955. El 2017 tenia 484 habitants.
Es troba a la part nord-oriental dels Turons de Myjava.

## Demografia
| Godina             | 1994 | 2004   | 2014   | 2024   |
| ------------------ | ---- | ------ | ------ | ------ |
| Nombre de persones | 521  | 505    | 485    | 480    |
| Diferència         |      | −3,07% | −3,96% | −1,03% |

| Godina             | 2023 | 2024   |
| ------------------ | ---- | ------ |
| Nombre de persones | 469  | 480    |
| Diferència         |      | +2,34% |